# Guineische Basketballnationalmannschaft
Die guineische Basketballnationalmannschaft ist die Auswahl guineischer Basketballspieler, welche die Fédération Guinéenne de Basket-Ball auf internationaler Ebene, beispielsweise in Freundschaftsspielen gegen die Auswahlmannschaften anderer nationaler Verbände, aber auch bei internationalen Wettbewerben repräsentiert. 
Größter Erfolg war der vierte Platz bei der ersten Afrikameisterschaften 1962. Im gleichen Jahr trat der nationale Verband dem Weltverband Fédération Internationale de Basketball (FIBA) bei. Im Januar 2014 wurde die Mannschaft nicht in der Weltrangliste der Männer geführt.

## Internationale Wettbewerbe

### Guinea bei Weltmeisterschaften
Die Mannschaft konnte sich bisher nicht für eine Weltmeisterschaft qualifizieren.

### Guinea bei Olympischen Spielen
Bisher gelang es der Mannschaft nicht, sich für die olympischen Basketballwettbewerbe zu qualifizieren.

### Guinea bei Afrikameisterschaften
Die Mannschaft kann bisher vier Teilnahmen an der Afrikameisterschaft vorweisen:
| - 1962: 4. Platz - 1964: nicht qualifiziert - 1965: nicht qualifiziert - 1968: nicht qualifiziert - 1970: nicht qualifiziert - 1972: nicht qualifiziert - 1974: nicht qualifiziert - 1975: nicht qualifiziert - 1978: nicht qualifiziert - 1980: 10. Platz - 1981: nicht qualifiziert - 1983: 10. Platz - 1985: 11. Platz - 1987: nicht qualifiziert - 1989: nicht qualifiziert | - 1992: nicht qualifiziert - 1993: nicht qualifiziert - 1995: nicht qualifiziert - 1997: nicht qualifiziert - 1999: nicht qualifiziert - 2001: nicht qualifiziert - 2003: nicht qualifiziert - 2005: nicht qualifiziert - 2007: nicht qualifiziert - 2009: nicht qualifiziert - 2011: nicht qualifiziert - 2013: nicht qualifiziert - 2015: nicht qualifiziert - 2017: 16. Platz - 2021: 8. Platz |

### Guinea bei den Afrikaspielen
Die Basketballnationalmannschaft Guineas nahm bisher einmal an den Wettbewerben der Afrikaspiele teil. Bei der Austragung 1965 erreichte die Mannschaft den fünften Rang.